# Мельник Василь Михайлович
Мельник Василь Михайлович — український фтизіатр, раціоналізатор, винахідник, релігієзнавець. Доктор медичних наук (1996), професор (2000). Заступник директора з наукової та науково–організаційної роботи Державної установи «Національний інститут фтизіатрії і пульмонології імені Ф. Г. Яновського Національної академії медичних наук України» (з 1993 до 2021 рр.).

## Життєпис
Народився 14 березня 1948 року в селі Бачів Перемишлянського району Львівської області. Українець. Батько Михайло Лук'янович (1921—2008) і мати Катерина Михайлівна (1928—2020) — селяни. У 1965 році із срібною медаллю закінчив середню школу, упродовж 1965—1971 років навчався в Івано-Франківському державному медичному інституті (нині — Івано-Франківський національний медичний університет) на лікувальному факультеті за спеціальністю лікар-лікувальник.
Протягом 1971—1977 років працював лікарем–хірургом у Малинській центральній районній лікарні Житомирської області, з них у 1973—1974 роках служив у лавах Радянської армії. З 1977 року й досі (2020) працює в Державній установі «Національний інститут фтизіатрії і пульмонології ім. Ф. Г. Яновського Національної академії медичних наук України» [Архівовано 14 серпня 2020 у Wayback Machine.], де пройшов шлях від клінічного ординатора, молодшого й старшого наукового співробітника, завідувача хірургічним відділом, заступника головного лікаря з лікувальної роботи, до заступника директора з наукової та науково–організаційної роботи, залишаючись на посаді завідувача відділом епідеміологічних та організаційних проблем фтизіопульмонології, з них протягом 1990—1993 років працював спеціалістом І категорії, головним спеціалістом відділу науки Міністерства охорони здоров'я України.
Протягом 1979—1981 років навчався у Київському народному університеті технічного прогресу на факультеті медичної кібернетики, протягом 1982—1984 років — у Київському громадському інституті патентознавства і отримав кваліфікацію — патентознавець Всесоюзного товариства винахідників і раціоналізаторів, протягом 1984—1986 років — у Центральному інституті підвищення кваліфікації керівних працівників і спеціалістів народного господарства в області патентної роботи (м. Москва) за спеціальністю патентознавство і отримав відповідну кваліфікацію.
У 1988 році захистив кандидатську дисертацію на тему «Повторные хирургические вмешательства у больных с пострезекционной эмпиемой плевры и реактивацией туберкулеза легких», а у 1996 році — докторську дисертацію на тему «Неефективне комплексне лікування хворих на туберкульоз легень, його причини й шляхи подолання». У 2000 році став професором.

## Наукова діяльність
В. М. Мельник — автор 811 наукових, навчально–методичних, науково–популярних та публіцистичних праць з проблем фтизіатрії, пульмонології, торакальної хірургії, епідеміології туберкульозу та неспецифічних захворювань легень, організації охорони здоров'я та релігієзнавства, у тому числі 26 монографій, 2 підручників, 7 довідників і посібників, 27 навчальних модулів, 96 винаходів, 9 релігієзнавчих і публіцистичних книг. Ним розроблено і впроваджено у практику 19 методичних рекомендацій, 128 інформаційних листів, 131 раціоналізаторська пропозиція. За його участю та під його керівництвом закінчено 16 науково–дослідних робіт. Він не раз виступав з науковими доповідями в багатьох країнах світу на різних наукових форумах, присвячених туберкульозу легень. Його наукові розробки впроваджені у лікувально-профілактичних закладах України.
Наукові дослідження В. М. Мельника присвячені як загальнохірургічній патології, так й епідеміології, профілактиці, клініці, діагностиці, диференційній діагностиці, лікуванню туберкульозу і неспецифічних захворювань легень; організації фтизіопульмонологічної допомоги населенню України. Він започаткував і розвиває дослідження з фтизіодефектології, наукового моделювання та прогнозування епідемічної ситуації з туберкульозу, розробив концепцію вдосконалення протитуберкульозних заходів і реформування протитуберкульозної служби в Україні. Він встановив роль неспецифічної неспороутворюючої мікрофлори у розвитку загострень та рецидивів туберкульозу легень, в тому числі після фтизіохірургічних втручань, розробив концепцію реформування, реорганізації та реструктуризації фтизіатричної та пульмонологічної служби, заходи щодо запобігання полі- й мультирезистентного туберкульозу. За результатами його досліджень видана низка нормативно-правових документів щодо туберкульозу.

## Учні
Під керівництвом В. М. Мельника виконано шість кандидатських і чотири докторський дисертацій. Серед його учнів – відомі професори Ю. М. Валецький, І. Д. Дужий, Л. І. Білозір, доктор медичних наук М. І. Линник, кандидати медичних наук В. М. Загорулько, полковник М. П. Султанов та інші. Він створив у нашій країні школу фтизіатрів, яка вносить вагомий вклад у розвиток вітчизняної науки з фтизіатрії, фтизіохірургії та організації охорони здоров’я.

## Громадська діяльність
голова Комітету і Комісії з питань етики, член проблемної комісії «Фтизіатрія та пульмонологія», заступник голови спеціалізованої вченої ради із захисту докторських дисертацій, член Європейської та Міжнародної асоціації по боротьбі з туберкульозом та захворюваннями легень, член редколегії трьох фахових журналів і член трьох фахових асоціацій.

## Нагороди
Винахідник СРСР (1982), Відмінник винахідництва і раціоналізації (1983), Кращий раціоналізатор міста Києва (1983). Диплом другого ступеня ВДНГ УРСР (1985), Лауреат Республіканської виставки науково-технічної творчості молоді (1986), Заслужений раціоналізатор України (1986), Лауреат Державної премії України в галузі науки і техніки (1997), Премія імені Ф. Г. Яновського (2000), Академії медичних наук України (2005), Дипломи Президії АМН України (2004, 2007), Медаль «Народна шана українським науковцям 1918—2018» (2019).

## Основні наукові праці
- Лікування туберкульозу / Ю. І. Фещенко, В. М. Мельник, І. Г. Ільницький, В. Г. М'ясніков. — К.: Логос, 1996. 120 с.
- Туберкульоз позалегеневої локалізації / Ю. І. Фещенко, І. Г. Ільницький, В. М. Мельник, О. В. Панасюк. — К.: Логос, 1998. 380 с.
- Фещенко Ю. І., Мельник В. М. Туберкульоз легень в період епідемії: епідеміологічні, клініко–діагностичні, лікувально-профілактичні та організаційні аспекти. — К.: Логос, 1998. 284 с.
- Атлас заболеваний легких / Ю. И. Фещенко, Е. И. Суслов, В. М. Мельник та ін. — К.: Здоров'я, 2001. 88 с.
- Фещенко Ю. І., Мельник В. М. Сучасні методи діагностики, лікування і профілактики туберкульозу. — К.: Здоров'я, 2002. 904 с.
- Рецептурный справочник врача: 8-е изд., перераб. и допол. / Под ред. И. С. Чекмана, И. Ф. Поляковой. — К.: Здоров'я, 2003. 1196 с.
- Хіміорезистентний туберкульоз / Ю. І. Фещенко, В. М. Мельник, А. В. Коблянська. — К.: Здоров'я, 2003. 136 с.
- Туберкульоз, ВІЛ-інфекція та СНІД / Ю. І. Фещенко, В. М. Мельник, Л. В. Турченко. — К.: Здоров'я, 2004. 200 с.
- Фещенко Ю. І., Мельник В. М. Фтизіоепідеміологія. — К.: Здоров'я, 2004. 624 с.
- Радикальные операции на главных бронхах у больных с культевыми свищами / Б. В. Радионов, Ю. Ф. Савенков, В. М. Мельник, И. А. Калабуха. — Дніпропетровськ: РВА «Дніпро–ВАЛ», 2004. 206 с.
- Фещенко Ю. И., Мельник В. М. Фармакотерапевтический справочник пульмонолога и фтизиатра. — К.: Здоров'я, 2004. 200 с.
- Фещенко Ю. І., Мельник В. М. Організація протитуберкульозної допомоги населенню. — К.: Здоров'я, 2006. 656 с.
- Фещенко Ю. І., Мельник В. М. Контроль за туберкульозом в умовах Адаптованої ДОТС-стратегії. — К.: Медицина, 2007. 480 с.
- Менеджмент у фтизіатрії / Ю. І. Фещенко, В. М. Мельник, А. В. Лірник. — К.: Здоров'я, 2007. 680 с.
- Основи клінічної фтизіатрії: Керівництво для лікарів (в 2-х томах) / Ю. І. Фещенко, В. М. Мельник, І. Г. Ільницький. — К.–Л.: Атлас, 2007. 1168 с.
- Фещенко Ю. І., Мельник В. М. Сучасна стратегія боротьби з туберкульозом в Україні. — К.: Здоров'я, 2007. 664 с.
- Хвороби респіраторної системи / Ю. І. Фещенко, В. М. Мельник, І. Г. Ільницький. — Київ Львів: Атлас, 2008. 497 с.
- Фещенко Ю. І., Мельник В. М. Організація лікування хворих на туберкульоз. — К.: Здоров'я, 2009. 488 с.
- Туберкульоз: організація діагностики, лікування, профілактики та контролю за смертністю / Ю. І. Фещенко, В. М. Мельник, Л. В. Турченко, С. В. Лірник. — К.: Здоров'я, 2010. 448 с.
- Пульмонологія та фтизіатрія: Підручник: у 2-х томах / Ю. І. Фещенко, І. Г. Ільницький, В. М. Мельник та ін. — Київ–Львів: Атлас, 2009. 1336 с.
- Пульмонологія та фтизіатрія (у двох томах): підручник / Ю. І. Фещенко, І. Г. Ільницький, В. М. Мельник та ін. — Київ–Львів: Атлас, 2011. 1362 с.
- Фещенко Ю. І., Мельник В. М. Організація протитуберкульозної допомоги населенню: сучасні підходи. — К.: Здоров'я, 2012. 656 с.
- Фещенко Ю. І., Мельник В. М. Організація контролю за хіміорезистентним туберкульозом. — К., Здоров'я, 2013. 704 с.
- Реорганізація, реструктуризація та реформування протитуберкульозної служби в Україні / Ю. І. Фещенко, В. М. Мельник, М. С. Опанасенко. — К.: Вид. Ліра–К, 2015. 172 с.
- Фещенко Ю. І., Мельник В. М. Історія вчення про туберкульоз. — К.: Вид. Ліра–К, 2016. 144 с.
- Неефективне лікування хворих на туберкульоз легень і його попередження / Ю. І. Фещенко, В. М. Мельник, М. С. Опанасенко — К.: Вид. Ліра–К, 2019. 246 с.

## Основні винаходи
- А. с. СССР № 942714 (1982). Способ хирургического лечения хронической эмпиемы плевры после пневмэктомии / И. М. Слепуха, В. М. Мельник.
- А. с. СССР № 1140776 (1985). Хирургический инструмент / В. М. Мельник, А. А. Лях.
- А. с. СССР № 1184126 (1985). Хирургический сшивающий аппарат для наложения линейного шва / В. Г. Гончаров, Е. Б. Базилевский, В. М. Мельник.
- А. с. СССР № 1251888 (1986). Хирургический расширитель / В. Г. Гончаров, В. М. Мельник
- Патент України № 6063 (1994). Пристрій для профілактики легеневих ускладнень / Когосов Ю. А., Жуковський Л. Й., Яцків В. В., Мельник В. М., Пожаров В. П.
- Патент України № 9380 (1996). Прилад для біопсії м'яких тканин / Ю. М. Ганущак, В. О. Юхимець, В. М. Мельник та ін.
- Патент України № 14977 (1997). Спосіб лікування туберкульозу / Фещенко Ю. І., Петренко В. І., Мельник В. М. та ін.
- Патент України № 31470 (2000). Спосіб ушивання кукси бронха / В. М. Мельник, М. Г. Палівода.
- Патент України № 31470 (2000) Спосіб лікування туберкульозу легень / В. М. Мельник, Ю. М. Валецький
- Патент України № 61675 (2003). Спосіб лікування ексудативного плевриту / Ю. І. Фещенко, В. М. Мельник, М. С. Опанасенко
- Патент України № 66037 (2004). Спосіб діагностики етіології ексудативного плевриту / Ю. І. Фещенко, В. М. Мельник, Б. В. Радіонов та ін.
- Патент України № 27206 (2007). Спосіб лікування хворих на туберкульоз легень і бронхів / Ю. І. Фещенко, В. М. Мельник, М. С. Опанасенко та ін.
- Патент України № 92535 (2014). Спосіб профілактики внутрішньоплевральної кровотечі в інтраопераційному та ранньому післяопераційному періодах після операції з приводу туберкульозу легень і плеври / Ю. І. Фещенко, В. М. Мельник, М. С. Опанасенко та ін.
- Патент України № 93993 (2014). Спосіб біопсії внутрішньогрудних лімфатичних вузлів / Ю. І. Фещенко, В. М. Мельник, М. С. Опанасенко та ін.
- Патент України № 107999 (2015). Спосіб прогнозування динаміки вогнищевих змін при лікуванні хворих на туберкульоз легень / В. М. Мельник, М. М. Кужко, М. І. Линник та ін.
- Патент України № 100334 (2015). Спосіб профілактики інфекційних ускладнень після відеоторакоскопічного оперативного втручання / Ю. І. Фещенко, В. М. Мельник, М. С. Опанасенко та ін.
- Патент України № 102001 (2015). Спосіб хірургічного лікування хворих на туберкульоз внутрішньогрудних лімфатичних вузлів / Ю. І. Фещенко, В. М. Мельник, М. С. Опанасенко та ін.
- Патент України № 110450 (2016). Спосіб відеоторакоскопічної резекції новоутворення грудної стінки і межистіння / Ю. І. Фещенко, В. М. Мельник, М. С. Опанасенко та ін.
- Патент України № 113561 (2017). Спосіб хірургічного лікування релаксації діафрагми / Ю. І. Фещенко, В. М. Мельник, М. С. Опанасенко та ін.
- Патент України № 120194 (2017). Спосіб профілактики медикаментозної нефротоксичності у хворих на туберкульоз легень в післяопераційному періоді / Ю. І. Фещенко, В. М. Мельник, М. С. Опанасенко та ін.
- Патент України № 123144 (2018). Спосіб профілактики внутрішньоплевральної кровотечі в інтраопераційному та ранньому післяопераційному періодах після парієтальної плевректомії з декортикацією легені / Ю. І. Фещенко, В. М. Мельник, М. С. Опанасенко та ін.
- Патент України № 124849 (2018). Спосіб лікування медикаментозного токсичного гепатиту у хворих на туберкульоз легень в післяопераційному періоді / Ю. І. Фещенко, В. М. Мельник, М. С. Опанасенко та ін.
- Патент України № 127278 (2018). Спосіб підготовки хворого до хірургічного лікування з приводу мультирезистентного туберкульозу легень / Ю. І. Фещенко, В. М. Мельник, М. С. Опанасенко та ін.
- Патент України № 120312 (2019). Спосіб визначення активності специфічного запального процесу при лікуванні хворих з туберкульозом легень / М. І. Линник, В. М. Мельник, Н. А. Литвиненко та ін.

## Основні релігієзнавчі та науково-популярні праці
- Мельник В. М., Ободников А. А., Орловский А. А. Оккультная (тайная) медицина. — К.: Авиценна, 1996. 448 с.
- Народная мудрость о здоровье / Б. В. Радионов, В. М. Мельник, В. Н. Клочков та ін. — К.: ЧП "РЖ «Арсенал XXI століття», 2003. 208 с.
- Мельник В. М. Життя і Вчення Ісуса Христа. — К.: Здоров'я, 2003. 584 с. (2–ге видання, доп. і перероб. — Харків: Фоліо, 2004. 638 с.).
- Мельник В. М. Свята Божественна Літургія у розумінні мирянина. — К.: Вид. Ліра–К, 2015. 276 с.
- Мельник В. М. Молитовне правило устами мирянина. — К.: Софія, 2015. 304 с.
- Мельник В. М. Життя і служіння Пресвятої Богородиці. — К.: Видавництво «Ліра–К», 2016. 196 с.
- Мельник В. М. Від вічності до вічності (релігійний і науковий погляд). — К.: София–А, 2018. 192 с.
- Мельник В. М., Lueftl S. Душевні переживання вмираючих хворих та їх оточуючих. — К., 2015. 52 с.
- Радионов Б. В., Калабуха И. А., Мельник В. М. Биография планеты Земля, этапы эволюции Homo sapiens в современном мире. – К., 2021. 280 с.